# ZOOXXI
ZOOXXI és una plataforma ecologista i que propugna la reconversió dels parcs zoològics seguint els conceptes científics i ètics del segle xxi. Va sorgir a iniciativa d'animalistes, activistes, universitaris i educadors. Van presentar el projecte, dissenyat per la Fundació Franz Weber i Libera!, el maig del 2015 a Barcelona i van demanar la seva aplicació a la ciutat. El maig del 2019, el ple de Barcelona va aprovar la proposta de ZOOXXI i va reservar uns 60 milions d'euros en els 15 anys següents per dur a terme la reconversió del zoo.